# Prosimulium daviesi
Prosimulium daviesi är en tvåvingeart som beskrevs av Peterson och Defoliart 1960. Prosimulium daviesi ingår i släktet Prosimulium och familjen knott. Inga underarter finns listade i Catalogue of Life.